# Journey to the Center of the Mind
| Recensione | Giudizio |
| ---------- | -------- |
| AllMusic   | [ 1 ]    |

Journey to the Center of the Mind è il secondo album degli The Amboy Dukes, pubblicato dalla Mainstream Records nel luglio del 1968.

## Tracce
Lato A
1. Mississippi Murdered – 5:08 (Steve Farmer, Ted Nugent)
2. Surrender to the Your Kings – 2:51 (Ted Nugent)
3. Flight of the Byrd – 2:50 (Ted Nugent)
4. Scottish Tea – 3:57 (Ted Nugent)
5. Dr. Slingshot – 3:01 (Steve Farmer, Ted Nugent)

Lato B
1. Journey to the Center of the Mind – 3:32 (Steve Farmer, Ted Nugent)
2. Ivory Castles – 3:23 (Steve Farmer)
3. Why Is a Carrot More Orange Than an Orange – 2:20 (Steve Farmer)
4. Missionary Mary – 2:35 (Steve Farmer)
5. Death Is Life – 2:09 (Steve Farmer)
6. Saint Philips Friend – 3:32 (Steve Farmer)
7. I'll Prove I'm Right – 1:45 (Steve Farmer)
8. Conclusion – 1:43 (Steve Farmer, Ted Nugent)

Edizione CD del 1992, pubblicato dalla Mainstream Records
1. Mississippi Murdered – 5:12 (Steve Farmer, Ted Nugent)
2. Surrender to Your Kings – 2:52 (Ted Nugent)
3. Flight of the Byrd – 2:50 (Ted Nugent)
4. Scottish Tea – 4:01 (Ted Nugent)
5. Dr. Slingshot – 3:09 (Steve Farmer, Ted Nugent)
6. Journey to the Center of the Mind – 3:33 (Steve Farmer, Ted Nugent)
7. Ivory Castles – 3:21 (Steve Farmer)
8. Why Is a Carrot More Orange Than an Orange – 2:26 (Steve Farmer)
9. Missionary Mary – 2:35 (Steve Farmer)
10. Death Is Life – 2:08 (Steve Farmer)
11. Saint Philips Friend – 3:33 (Steve Farmer)
12. I'll Prove I'm Right – 1:38 (Steve Farmer)
13. Conclusion – 1:57 (Steve Farmer, Ted Nugent)
14. J.B. Special – 2:24 (Steve Farmer, Ted Nugent) – Bonus Track - Alt. Version

Edizione CD del 2006, pubblicato dalla Sunrise Records
1. Mississippi Murdered – 5:12 (Steve Farmer, Ted Nugent)
2. Surrender to Your Kings – 2:52 (Ted Nugent)
3. Flight of the Byrd – 2:49 (Ted Nugent)
4. Scottish Tea – 4:01 (Ted Nugent)
5. Dr. Slingshot – 3:08 (Steve Farmer, Ted Nugent)
6. Journey to the Center of the Mind – 3:33 (Steve Farmer, Ted Nugent)
7. Ivory Castles – 3:21 (Steve Farmer)
8. Why Is a Carrot More Orange Than an Orange – 2:25 (Steve Farmer)
9. Missionary Mary – 2:34 (Steve Farmer)
10. Death Is Life – 2:08 (Steve Farmer)
11. Saint Philips Friend – 3:32 (Steve Farmer)
12. I'll Prove I'm Right – 1:38 (Steve Farmer)
13. Conclusion – 1:57 (Steve Farmer, Ted Nugent)
14. You Talk Sunshine, I Breath Fire – 2:44 (Steve Farmer, Ted Nugent) – Bonus Track

## Musicisti
- Steve Farmer - chitarra
- Ted Nugent - chitarra
- John Drake - voce
- Andy Solomon - pianoforte, organo, voce
- Greg Arama - basso
- Dave Palmer - batteria